# Lates angustifrons
Espèce
Statut de conservation UICN

 EN A2bcd : En danger
Lates angustifrons est un poisson de la famille des Latidés.

## Répartition
Cette espèce est endémique du  lac Tanganyika en Afrique. Ce lac se trouve à la frontière entre la République démocratique du Congo, le Burundi, la Tanzanie et la Zambie.

## Description
Lates angustifrons  est le plus gros Lates du lac Tanganyika. Le plus grand spécimen capturé mesurait deux mètres, et le plus lourd, 100 kg.